# Felsőgyőröd
Felsőgyőröd (szlovákul Horný Ďur, korábban Veľký Jurad) Nagygyőröd településrésze, korábban önálló falu Szlovákiában, a Nyitrai kerület Lévai járásában.

## Fekvése
Lévától 13 km-re nyugatra fekszik, ma Nagygyőröd északi részét képezi.

## Története
1278-ban „Geurud Superior” néven említik először. Helybeli nemesek, majd később a Haraszti család birtoka volt. A 17.–18. században a Keglevich, Hunyadi és Majtényi családok birtoka. 1534-ben 6 porta után adózott. 1601-ben 29 ház állt a településen. 1715-ben 14 adózó háztartása volt.
A 18. század végén Vályi András így ír róla: „Nagy, és Kis Györed. Elegyes faluk Bars Vármegyében, lakosai katolikusok, határbéli földgye síkos, és termékeny, legelője hasznos, fája tűzre, és épűletre, szőleje saját határjában, van a’ községnek földgye, és réttye is, Szent Benedeken, és Báton piatzozások, első Osztálybéliek.”
1828-ban 44 házában 301 lakos élt. Lakói mezőgazdaságból éltek.
A 19. század közepén Fényes Elek eképpen írja le: „Györed (Felső), tót-magyar falu, Bars vmegyében, 339 kath. lak. Bortermesztés. F. u. gr. Keglevics, s a t. Ut. p. Léva.”
Borovszky Samu monográfiasorozatának Bars vármegyét tárgyaló része szerint: „Felsőgyőröd, kisközség 397 magyar és tót, nagyrészt római katholikus vallású lakossal. A történet folyamán Alsógyőröd sorsában osztozott. A régi oklevelekben nem igen találunk megkülönböztetést Alsó- és Felső-Győröd között, legfeljebb a török világban, a mikor Felsőgyőröd, mint kisebb község Kis-Győröd néven szerepel. Hajdan különben három Győrödről találunk említést, minden külön jelző nélkül. Itt még megemlítjük, hogy e községet 1413-ban Andreas de Kys Geurd, majd pedig, mint zálogos birtokot, 1506 után Haraszti Ferencz és neje bírta. Később már a Keglevicheket, utánok pedig a Hunyadyakat találjuk itt, a mult század elején pedig a Majthényi családot. A törököktől sokat szenvedett. Templom nincsen a községben. Postája Nagy-Kálna, távirója és vasúti állomása Alsó-Várad. Ide tartozik Chladnó puszta is.”
A trianoni diktátumig Bars vármegye Verebélyi járásához tartozott. 1938 és 1945 között visszakerült Magyarországhoz. 1960 óta Nagygyőröd része.

## Népessége
1910-ben 394-en, többségében szlovákok lakták, jelentős magyar kisebbséggel.

## Lásd még
- Alsógyőröd
- Kisgyékényes
- Nagygyőröd

## Külső hivatkozások
- Községinfó
- Naggyőröd a Barsi Régió honlapján
- Felsőgyőröd Szlovákia térképén
- E-obce.sk Archiválva 2008. szeptember 20-i dátummal a Wayback Machine-ben